# مكيديم (المسيمير)

تعديل مصدري - تعديل

مكيديم هي إحدى قرى عزلة المسيمير بمديرية المسيمير التابعة لمحافظة لحج، بلغ تعداد سكانها 238 نسمة حسب تعداد اليمن لعام 2004.